# Эймс, Леон
Леон Эймс (англ. Leon Ames; 20 января 1902 — 12 октября 1993), настоящее имя Гарри Вайкофф (англ. Harry Wycoff) — американский актёр кино и телевидения.

## Биография
Родился 20 января 1902 года в Портленде, Индиана, в семье Чарльза Элмера Вайкоффа и Коры Дэ Мосс. Дебютировал в 1931 году в фильме «Лёгкие миллионы». В 1940 году актёр заключает контракт с киностудией «Metro-Goldwyn-Mayer».
В 1946 году Эймс сыграл Кайла Сакетта в картине «Почтальон всегда звонит дважды», где его партнёрами по съёмочной площадке были Лана Тёрнер и Джон Гарфилд. Совместно с Дорис Дэй и Гордоном Макреем он появился в мюзикле «Бухта луны» (1931) и в его продолжениях, «При свете серебристой луны» (1953) и «Пэйтон Плейс» (1957). В 1960 году Леон Эймс сыграл Сэмуэля Итона в драме «С террасы», а в 1961 году Руфуса Даггетта в комедии «Забывчивый профессор». В 1970 году Эймс исполнил роль секретаря военно-морского флота Фрэнка Нокса в военном фильме «Тора! Тора! Тора!». Фильм «Пегги Сью вышла замуж» стал последнем в карьере актёра.
На телевидении Эймс участвовал в ситкомах «Жизнь с отцом» (1953-55), «Отец невесты» (1961-62), «Мистер Эд» (1963-66). Он также был приглашённым актёром в антологии «Шоу Барбары Стэнвик» и судебной драме «Мужчины в законе».
Леон Эймс был одним из основателей Гильдии киноактёров США в 1933 году, а с 1957 по 1958 год он являлся её президентом. В 1980 году за вклад в киноискусство актёр получил премию Гильдии киноактёров США.
Эймс был отцом дизайнера костюмов Роберта Флетчера, но бросил свою жену и его около 1923 года.
Умер Эймс 12 октября 1993 года в Лос-Анджелесе. Был похоронен на кладбище Голливуд-Хиллз.

## Фильмография (частично)
| - 1931 — «Лёгкие миллионы» — гангстер - 1932 — «Убийство на улице Морг» — Пьер Дюпен - 1937 — «Чарли Чан на Бродвее» — Базз Моран - 1938 — «Восьмая жена Синей Бороды» — бывший шофёр - 1943 — «Криминальный доктор» — Уильям Уилер - 1944 — «Встреть меня в Сент-Луисе» — мистер Алонзо Смит - 1944 — «Тридцать секунд над Токио» - 1945 — «Сын Лесси» — Антон - 1945 — «Они были незаменимыми» — майор Джеймс Мортон - 1946 — «Почтальон всегда звонит дважды» — Кайл Сэкетт - 1947 — «Леди в озере» — Дерэйс Кингсби | - 1948 — «Свидание с Джуди» — Люсьен Прин - 1948 — «Прикосновение бархата» — Гордон Даннинг - 1949 — «Место преступления» — капитан А. С. Форестер - 1949 — «Поле битвы» - 1949 — «Маленькие женщины» — Роберт Марч - 1950 — «Звонить 1119» — Эрл - 1952 — «Ангельское лицо» — Фред Барретт - 1970 — «Тора! Тора! Тора!» - 1972 — «Хаммерсмит вышел на волю» — генерал Сэм Пемброк - 1986 — «Пегги Сью вышла замуж» — дед Пегги Сью |